# Sainte Famille et Donateurs
Sainte Famille et Donateurs est une peinture à l'huile sur bois du peintre vénitien de la Renaissance Vittore Carpaccio, datée de l'an 1505, conservée au Musée Calouste Gulbenkian de Lisbonne au Portugal.

## Description
La toile expose la Sainte Famille à gauche, et à droite deux donateurs vêtus en costumes d'apparat, en train d'adorer l'Enfant Jésus, placé au centre de la composition. L'arrière-plan est caractérisé par un paysage imaginaire où on voit le cortège des rois mages.